# Alopecosa kalahariana
Alopecosa kalahariana là một loài nhện trong họ Lycosidae.
Loài này thuộc chi Alopecosa. Alopecosa kalahariana được Carl Friedrich Roewer miêu tả năm 1960.